# Ботанічний музей
Ботані́чні музе́ї — науково-дослідні заклади, в яких зберігаються, опрацьовуються і вивчаються колекції рослин.

## з історії ботмузеїв
Перші ботанічні музеї виникли в Європі як відділи ботанічних садів. Тепер ботанічні музеї є при багатьох ботанічних садах, університетах, входять до складу природничих та краєзнавчих музеїв.
В ботанічних музеях провадиться наукова робота, відбуваються заняття зі студентами і учнями.

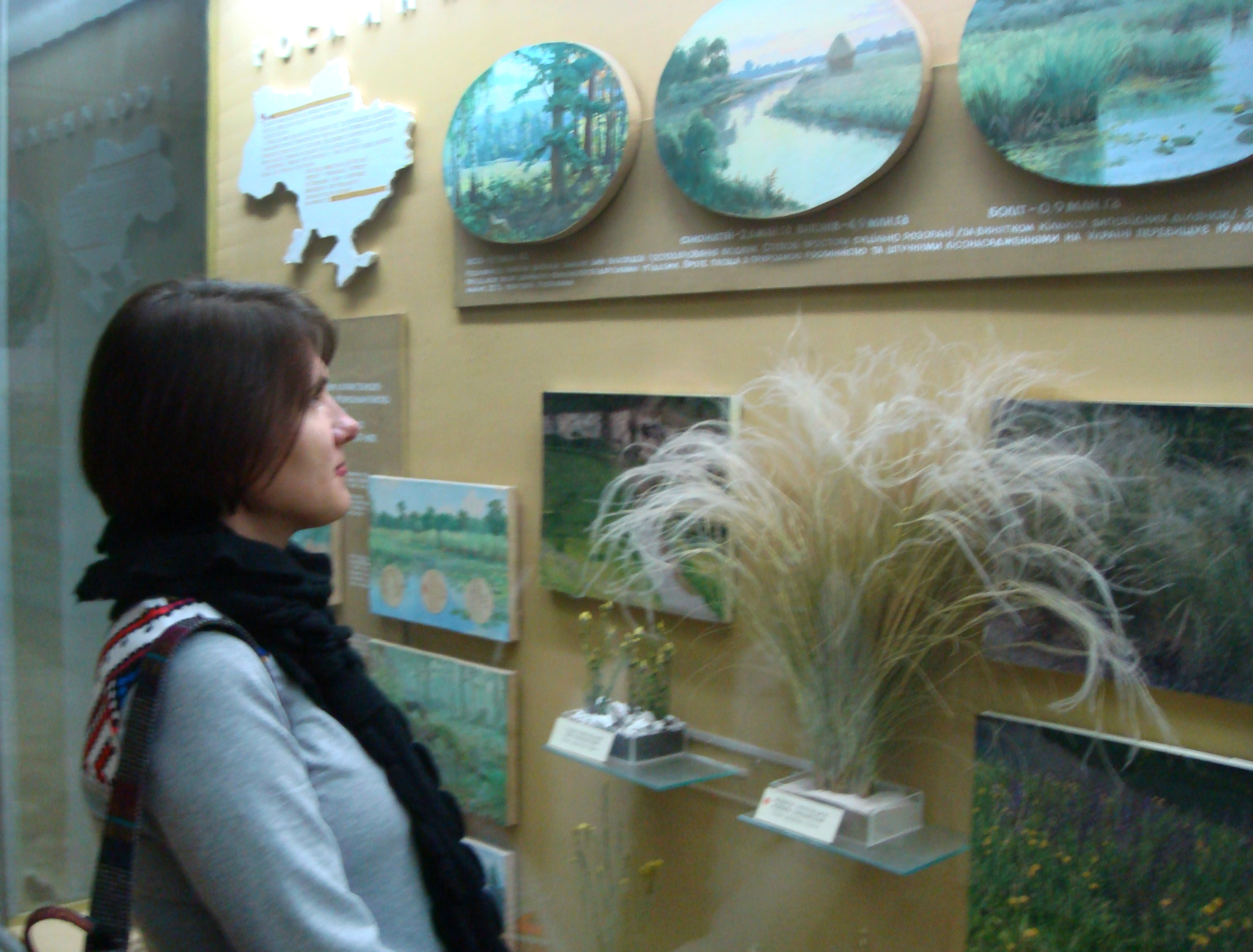
В експозиції ботанічного відділу Національного науково-природничого музею НАН України.

Ботанічні музеї служать також для пропаганди й популяризації досягнень ботанічної науки серед широких верств населення.

## приклади ботмузеїв
Відділ ботаніки ННПМ. В Україні, в часи УРСР ще в 1921 році, було засновано ботанічний кабінет при АН УРСР, який надалі нерідко називали «ботанічним музеєм»; а 1932 року його об'єднано з Інститутом ботаніки АН УРСР. В музеї широко представлена флора України.
Ботмузей при НБС. Відомим є також ботанічний музей при Нікітському ботанічному саду у Криму.
Найвизначнішими є ботанічні музеї в Парижі і К'ю (біля Лондона).